# Фуст (архитектура)
Фуст (лат. fustis — палка) — средняя часть или стержень (ствол) колонны. Находится между её базой и капителью.
Профиль фуста сужается к вершине колонны. В дорическом ордере колонна значительно сужается кверху. В ионическом и коринфском ордерах классической архитектуры колонна имеет энтазис — небольшое утолщение на одной трети высоты снизу, примерно на уровне роста человека, что издали придает колонне более пластичный вид и выражает как бы сопротивление тяжести антаблемента (на самом деле энтазис не имеет конструктивного смысла). Фуст может быть гладким, а может иметь каннелюры (вертикальные желобки).